# Neckar (Schiff, 1900)
Das Kombischiff Neckar wurde von Joh. C. Tecklenborg für den Norddeutschen Lloyd (NDL) und dessen kombinierten Passagier- und Fracht-Dienst nach Nordamerika gebaut. Sie war das zweite Schiff des NDL mit diesem Namen und wird daher oft als Neckar (II) bezeichnet.
Ihre Schwesterschiffe Rhein und Main wurden von Blohm & Voss geliefert. Es handelte sich um große Einschornsteinschiffe mit vier Masten.

## Geschichte
Die Neckar lief als drittes Schiff der Kombischiffe vom Typ Rhein am 8. Dezember 1900 bei der Werft Joh. C. Tecklenborg in Geestemünde vom Stapel. In Größe und Ausstattung entsprachen diese Schiffe etwa den großen B-Dampfern der Hapag.

### Im Dienst des NDL
Am 4. Mai 1901 wurde sie als bisher größtes Schiff dieser Werft (9835 BRT) an den NDL abgeliefert und trat sofort ihre Jungfernfahrt von Bremerhaven nach New York an. Die Neckar soll am 8. Oktober 1901 auch auf eine Reise nach Australien gegangen sein. Am 15. Februar 1902 erfolgte der erste Einsatz auf der Mittelmeer-Linie Neapel – New York.
1905 wurden die Passagiereinrichtung der Neckar verändert, um den Erfordernissen des Auswanderverkehrs in die USA besser gerecht zu werden. Sie verfügte nun über 369 Plätze in II. und 217 in der III. Klasse sowie 2865 Plätze im Zwischendeck. Wie ihre Schwesterschiffe diente auch die Neckar vor allem dem Auswandererverkehr in die USA, zumeist nach New York, aber im Mai 1912 erstmals auch nach Philadelphia und Baltimore.
Wie ihre Schwesterschiffe Rhein und Main wurde auch die Neckar zu Ablösungstransporten für die Schiffsbesatzungen und Landtruppen des deutschen Ostasiengeschwaders eingesetzt: vom 5. Januar bis zum 8. Juli 1911 unternahm sie zwei Rundreisen von Bremerhaven nach Tsingtao zu diesem Zweck.

### Nutzung 1914 bis 1917
Am 2. Juli 1914 erfolgte die letzte Ausreise der Neckar nach Baltimore. Sie soll in Havanna für die Versorgung deutscher Handelsstörer ausgerüstet worden sein und lief dann am 19. September erneut in Baltimore ein, wo seit Kriegsbeginn schon das Schwesterschiff Rhein auflag. Im Juli–August 1916 wohnte die Besatzung des Handels-U-Bootes Deutschland auf der Neckar, als das U-Boot in Baltimore be- und entladen wurde.

### Weiterer Einsatz unter amerikanischer Flagge

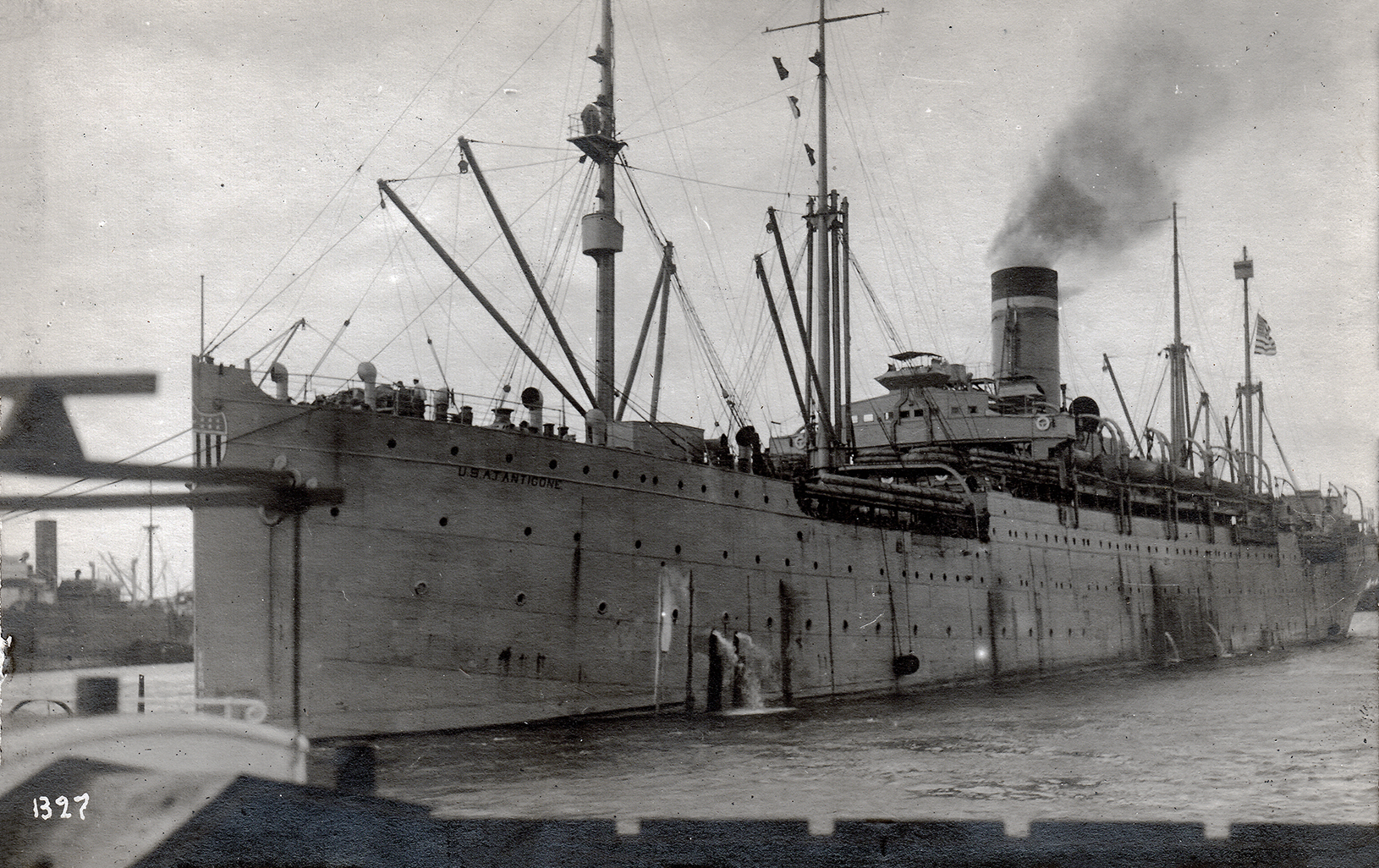
USAT Antigone in Antwerpen, 1922(?)

Als die USA im April 1917 in den Krieg eintraten, wurde die Neckar beschlagnahmt und am 5. September 1917 nach Überholung in Portsmouth (Virginia) von der US Navy als Truppentransporter USS Antigone (ID-3007) in Dienst gestellt. Am 14. Dezember 1917 begann sie ihre erste Reise mit US-Truppen nach Frankreich. Auf acht Reisen brachte sie neben medizinischen und allgemeinen Versorgungsgütern 16.526 Soldaten nach Frankreich. Nach dem Waffenstillstand vom November 1918 wurden mit der Antigone über 22.000 Soldaten in die USA zurückgebracht. Das Schiff wurde am 15. November 1919 außer Dienst gestellt.
1921 wurde die Antigone, wie ihr Schwesterschiff Susquehanna (ex Rhein), in den Dienst der United States Mail Steamship Company gestellt, für die sie am 20. März 1921, mit 200 Kabinenpassagieren und 550 Passagieren in der III. Klasse, ihre erste Fahrt nach Bremerhaven und Danzig startete. Sie wurde am 5. Mai 1921 in Potomac umbenannt und unternahm noch zwei weitere Reisen. Am 10. August 1921, während der zweiten Fahrt, gab die US Mail Steamship Co. das Geschäft auf, und die Rückfahrt am 3. September ab Bremerhaven erfolgte bereits im Dienst der United States Lines. Zwei weitere Rundreisen nach Bremerhaven folgten, die letzte begann am 1. März 1922 in New York. Danach wurde die Potomac erneut aufgelegt, und 1928 wurde die ehemalige Neckar in den Niederlanden abgewrackt.